# 鮑爾薩姆鎮區 (明尼蘇達州艾特金縣)
鮑爾薩姆鎮區（英語：Balsam Township）是位於美國明尼蘇達州艾特金縣的一個行政鎮區。

## 地方資料
鮑爾薩姆鎮區的面積為95.20平方千米，當中陸地面積為93.30平方千米，而水域面積為1.90平方千米。根據2020年美國人口普查的數據，當地共有人口29人，而人口密度為每平方千米0.3人。